# Federación Tahitiana de Fútbol
La Federación Tahitiana de Fútbol (en francés Fédération Tahitienne de Football) es el ente que rige al fútbol en la Polinesia Francesa, territorio de Ultramar de Francia. Fue fundada en 1989 y afiliada a la FIFA en 1990. 
El primer antecedente fue la Fédération Tahitienne des Sports Athlétiques en 1932. Es miembro de la Confederación de Fútbol de Oceanía (OFC), está a cargo de la Selección de fútbol de Tahití, además de todas sus categorías inferiores, la Primera División de Tahití, la Copa de Tahití y la Supercopa de Tahití.